# 임기초등학교 갈산분교
임기초등학교 갈산분교는 경상북도 봉화군 재산면 용구길 31(갈산리)에 있었던 초등학교이다.

## 연혁
- 1928년 3월 1일 대흥사숙으로 설립
- 1939년 4월 1일 갈산간이학교 인가
- 1941년 4월 1일 재산공립국민학교 갈산분교 개편
- 1945년 4월 1일 갈산국민학교 승격
- 1969년 4월 26일 우련전분교장 개교
- 1992년 3월 1일 우련전분교장 폐교 및 소천국민학교 통폐합
- 1994년 2월 21일 제 50회 졸업식(누계: 1,069명)
- 1994년 3월 1일 임기국민학교 분교장 격하 편입
- 1997년 2월 28일 폐교 및 임기초등학교 통폐합